# Eelam People’s Democratic Party
Die Eelam People’s Democratic Party (EPDP, Tamil ஈழ மக்கள் ஜனநாயகக் கட்சி; singhalesisch ඊලාම් මහජන ප්‍රජාතන්ත්‍රවාදී පක්ෂය; „Volksdemokratische Partei von Eelam“) ist eine kleine tamilische Partei in Sri Lanka.

## Geschichte
Die EPDP entstand während der Zeit des Bürgerkriegs in Sri Lanka im Jahr 1987. Douglas Devanada, der einer der Gründer der Eelam People’s Revolutionary Liberation Front (EPRLF) gewesen war, wurde von anderen EPRLF-Aktivisten vorgeworfen, den Konflikt mit den konkurrierenden Liberation Tigers of Tamil Eelam (LTTE) provoziert zu haben. Daraufhin verließ Devanada mit seinen Anhängern die EPRLF und gründete zusammen mit Dissidenten aus der People’s Liberation Organisation of Tamil Eelam (PLOTE), angeführt durch Thangaraj alias Paranthan Rajan, eine neue Organisation, die Eelam National Democratic Liberation Front (ENDLF). Allerdings kam es auch in der ENDLF zu internen Meinungsverschiedenheiten über die Rolle der indischen Friedenstruppen in Sri Lanka (Indian Peace Keeping Force, IPKF), so dass Devanada 1987 auch die ENDLF verließ und eine eigene Organisation, die EPDP bildete. Die EPDP fungierte anfänglich als paramilitärische Gruppe und später politische Partei, die sich gegen die LTTE wandte und bis zum Ende des Bürgerkriegs im Jahr 2009 mit den Regierungstruppen zusammenarbeitete. Nach der Parlamentswahl 2004 wurde sie Mitgliedspartei der Parteienkoalition United People’s Freedom Alliance (UPFA). Eine größere Zahl von Funktionsträgern und Unterstützern der EPDP fielen Mordanschlägen der LTTE zum Opfer. Auch Douglas Devanada war das Ziel mehrerer Mordanschläge der LTTE, die jedoch alle fehlschlugen. Er hatte verschiedene Ministerposten in den Kabinetten unter Präsidentin Chandrika Kumaratunga und Präsident Mahinda Rajapaksa inne. Während der Zeit des Bürgerkrieges wurden der EPDP Menschenrechtsverbrechen, wie das Verschwindenlassen von unliebsamen politischen Gegnern, Erpressungen und Entführungen vorgeworfen. Der EPDP wurden 2013 auch Vorwürfe gemacht, in Kinderprostitution im Distrikt Jaffna involviert zu sein. Auch nach dem Ende des Bürgerkrieges gab es wiederholt schwere Anschuldigungen, dass EPDP-Kader in Erpressungen, Raub und Morde verwickelt waren.
Die EPDP bezieht ihr Wählerreservoir vor allem aus den Angehörigen niederer Kasten unter den Sri-Lanka-Tamilen.